# Walnut (Mississippi)
Walnut è una città (town) degli Stati Uniti d'America, situata nella contea di Tippah, nello Stato del Mississippi.